# 火花街道 (南充市)
火花街道，是中华人民共和国四川省南充市嘉陵区下辖的一个乡镇级行政单位。
火花街道位于南充市嘉陵区城中心，是嘉陵区政治、文化、金融、商贸中心，嘉陵区政府机关驻地。东临凤垭街道，南连都尉街道，西接西兴街道，北靠西山街道。辖区总面积21.33平方公里，总人口6.3万人。街道办事处驻嘉陵城区陈寿路60号。

## 行政区划
火花街道现辖以下地区：
镇庆寺社区、白马庙社区、宝光山社区、陈寿路社区、黄莲湾社区、蚂蝗堰社区、任家桥社区。